# Anomastraea irregularis
Anomastraea irregularis е вид корал от семейство Siderastreidae. Видът е уязвим и сериозно застрашен от изчезване.

## Разпространение и местообитание
Разпространен е в Бахрейн, Джибути, Еритрея, Йемен, Индия, Ирак, Иран, Катар, Кения, Коморски острови, Кувейт, Мавриций, Мадагаскар, Майот, Малдиви, Мозамбик, Обединени арабски емирства, Оман, Пакистан, Реюнион, Саудитска Арабия, Сейшели, Сомалия, Танзания и Южна Африка.
Обитава крайбрежията и пясъчните дъна на океани, морета, заливи и рифове в райони с тропически климат. Среща се на дълбочина от 1,8 до 6,5 m.

## Описание
Популацията на вида е намаляваща.